# Cylindropuntia neoarbuscula
Cylindropuntia neoarbuscula är en kaktusväxtart som först beskrevs av David Griffiths, och fick sitt nu gällande namn av Curt Backeberg och F.M. Knuth. Cylindropuntia neoarbuscula ingår i släktet Cylindropuntia, och familjen kaktusväxter. Inga underarter finns listade i Catalogue of Life.